# Marcilly (Manche)
Marcilly és un municipi francès situat al departament de la Manche i a la regió de Normandia. L'any 2007 tenia 368 habitants.

## Demografia

### Població
El 2007 la població de fet de Marcilly era de 368 persones. Hi havia 142 famílies de les quals 32 eren unipersonals (24 homes vivint sols i 8 dones vivint soles), 57 parelles sense fills, 49 parelles amb fills i 4 famílies monoparentals amb fills.
La població ha evolucionat segons el següent gràfic:
Habitants censats

### Habitatges
El 2007 hi havia 204 habitatges, 149 eren l'habitatge principal de la família, 42 eren segones residències i 13 estaven desocupats. 201 eren cases i 3 eren apartaments. Dels 149 habitatges principals, 105 estaven ocupats pels seus propietaris, 41 estaven llogats i ocupats pels llogaters i 4 estaven cedits a títol gratuït; 1 tenia una cambra, 11 en tenien dues, 32 en tenien tres, 44 en tenien quatre i 61 en tenien cinc o més. 120 habitatges disposaven pel capbaix d'una plaça de pàrquing. A 72 habitatges hi havia un automòbil i a 65 n'hi havia dos o més.

### Piràmide de població
La piràmide de població per edats i sexe el 2009 era:
| Homes | Edats   | Dones |
| ----- | ------- | ----- |
| 0     | 95 o +  | 0     |
| 0     | 90 a 94 | 0     |
| 8     | 85 a 89 | 4     |
| 0     | 80 a 84 | 0     |
| 12    | 75 a 79 | 12    |
| 12    | 70 a 74 | 12    |
| 20    | 65 a 69 | 12    |
| 12    | 60 a 64 | 12    |
| 4     | 55 a 59 | 8     |
| 16    | 50 a 54 | 20    |
| 12    | 45 a 49 | 8     |
| 12    | 40 a 44 | 16    |
| 4     | 35 a 39 | 0     |
| 8     | 30 a 34 | 8     |
| 20    | 25 a 29 | 4     |
| 4     | 20 a 24 | 12    |
| 20    | 15 a 19 | 4     |
| 0     | 10 a 14 | 4     |
| 8     | 5 a 9   | 0     |
| 16    | 0 a 4   | 4     |

## Economia
El 2007 la població en edat de treballar era de 206 persones, 159 eren actives i 47 eren inactives. De les 159 persones actives 141 estaven ocupades (81 homes i 60 dones) i 18 estaven aturades (9 homes i 9 dones). De les 47 persones inactives 23 estaven jubilades, 13 estaven estudiant i 11 estaven classificades com a «altres inactius».

### Ingressos
El 2009 a Marcilly hi havia 147 unitats fiscals que integraven 340 persones, la mediana anual d'ingressos fiscals per persona era de 14.182,5 €.

### Activitats econòmiques
Dels 7 establiments que hi havia el 2007, 1 era d'una empresa de construcció, 1 d'una empresa de comerç i reparació d'automòbils, 3 d'empreses de serveis, 1 d'una entitat de l'administració pública i 1 d'una empresa classificada com a «altres activitats de serveis».
L'únic servei als particulars que hi havia el 2009 era una lampisteria.
L'any 2000 a Marcilly hi havia 34 explotacions agrícoles que ocupaven un total de 378 hectàrees.

## Poblacions més properes
El següent diagrama mostra les poblacions més properes.